# سلك مغناطيسي

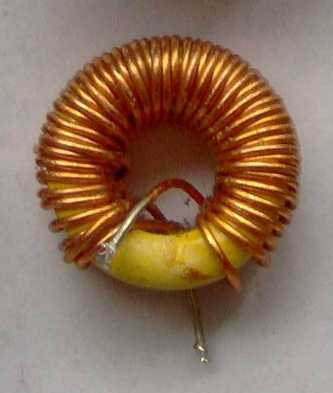
محث مصنوع من سلك مغناطيسي ملفوف حول قلب حلقي Magnetic core.

السلك المغناطيسي أو السلك المصقول هو سلك من الألومنيوم أو النحاس مغطى بطبقة رقيقة جدا من العزل. حيث يستخدم في بناء المحولات، الملفات، المحركات، مكبرات الصوت، الأقراص الصلبة، المغناطيس الكهربي والعديد من التطبيقات الأخرى التي تتطلب ملفات مصنوعة من أسلاك معزولة.
يكون السلك غالبا مملوء بالنحاس الكهربائي المخمر. ويستخدم السلك المغناطيسي المصنوع من الألومنيوم في المولدات والمحركات الضخمة. وخلافا لإسمها، فإنه يصعب صقل العازل.
تحتوى الأسلاك المغناطيسية صغيرة القطر عادة على مساحة مقطع دائرية. ويستخدم هذا النوع من الأسلاك في العديد من الأشياء مثل الغيتار الكهربائي. وغالبا تكون مساحة مقطع الأسلاك المغناطيسية السميكة مربعة، مثلثة أو سداسية الشكل (مع تدوير الزوايا)، كما أنها أكثر كفاءة وأكثر استقرارا في هيكلها وتوصيلها الحراري عالي بين لفاتها المتجاورة.

## العزل

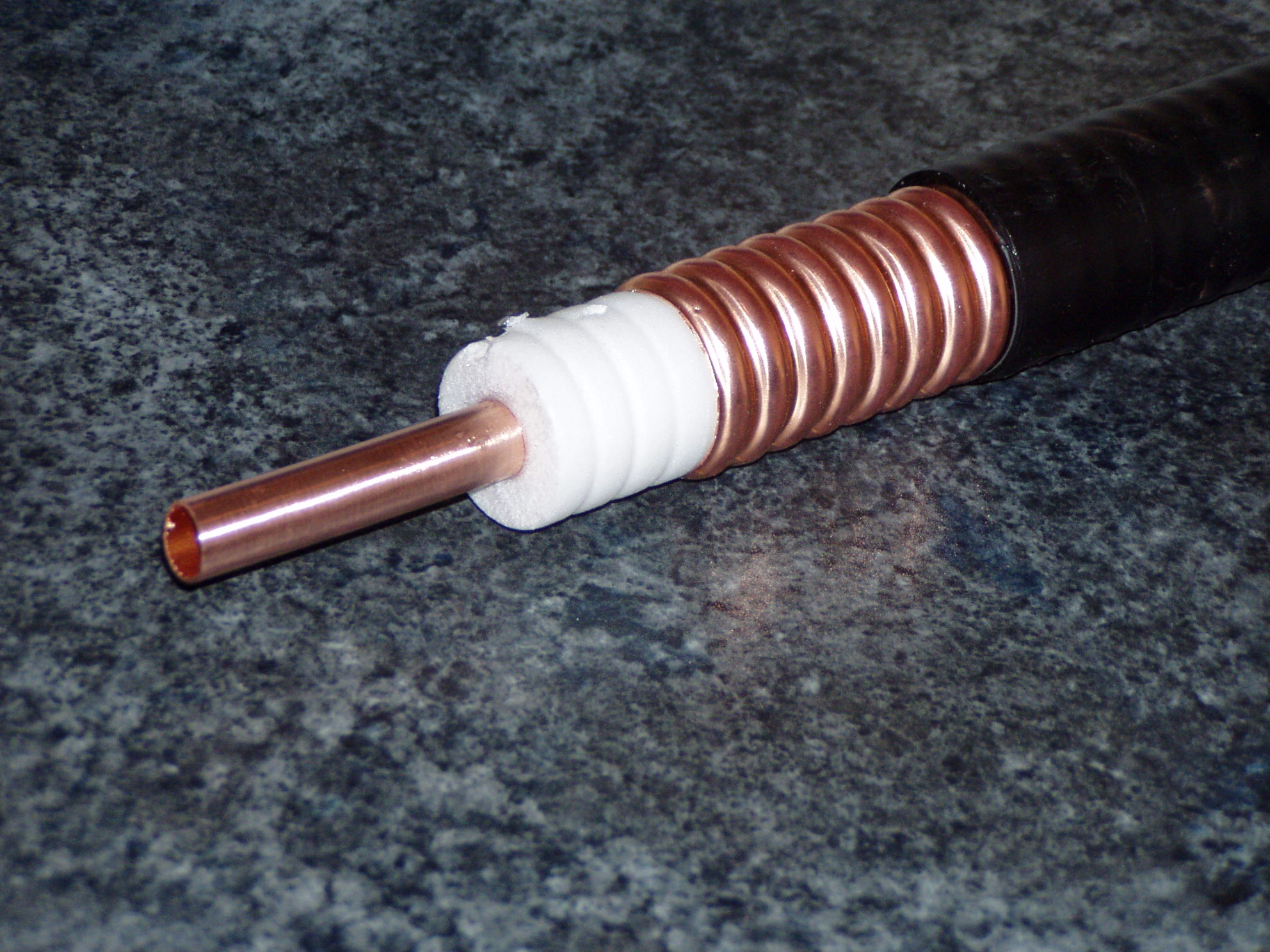
كابل محوري معزول مصنوع من النحاس.

على الرغم من وصفها بالمصقولة، فإن السلك يكون غير مصقول. في الحقيقة، فإن السلك يكون مغطى بطبقة من الدهان المصقول مع مينا زجاجية مصنوعة من مسحوق الزجاج المنصهر. وتستخدم الأسلاك المغناطيسية الحديثة عادة من 1 إلى 4 طبقات (في حالة الأسلاك الرباعية) من العزل المبلمر، وغالبا من مكونين مختلفين، لإنتاج طبقة عزل قوية ومستمرة. يستخدم السلك المغناطيسي المعزول العديد من المواد (لزيادة مدى درجة الحرارة) مثل بولي يوريثان، متعدد الأميد، متعدد الإستر ومتعدد الأميد- متعدد الإستر. السلك المغناطيسي المعزول بمتعدد الأميد قادر على العمل حتى درجة حرارة 250 درجة سيلزيوس. ويتم زيادة عزل السلك المغناطيسي السميك المربع والمثلث الشكل بلفها مع متعدد أميد أو ألياف زجاجية ذو درجة حرارة عالية. ويتم غالبا طلاء اللفات الكلية بعازل لتحسين قوة العزل وزيادة اعتمادية اللفات على المدى الطويل.
تلف اللفات المدعومة ذاتيا بسلك مغطى على الأقل بطبقتين، والجزء الخارجي منها يكون ذو لدونة حرارية حيث يحيط باللفات مع بعضها البعض عندما ترتفع درجة حرارتها.
تستخدم أنواع أخرى من العزل مثل الألياف الزجاجية، ورق أراميد، ورق كرافت، ميكا والبوليستر على نطاق واسع في كل أنحاء العالم للتطبيقات المتعددة مثل المحولات والملفات. في القطاع الصوتي، يتواجد أسلاك مصنوعة من الفضة، والعديد من العوازل الأخرى مثل القطن (عندما يتخثر مع نوع آخر من العوازل السميكة مثل شمع العسل)  ومتعدد رباعي فلورو الإيثيلين (تيفلون). وتتواجد العديد من المواد العازلة مثل القطن، الورق أو الصوف، ولكنها مفيدة فقط للتطبيقات منخفضة الحرارة (حتى 105 درجة سيلزيوس).
لتسهيل التصنيع، فإن بعض الأسلاك المغناطيسية ذو درجات حرارة منخفضة تحتوى على عزل يمكن إزالته بواسطة اللحام بالقصدير. وهذا يعني أن الوصلات الكهربائية في نهايات الأسلاك يمكن إزالتها بدون التأثير على العزل في بدايات الأسلاك.

## التصنيف

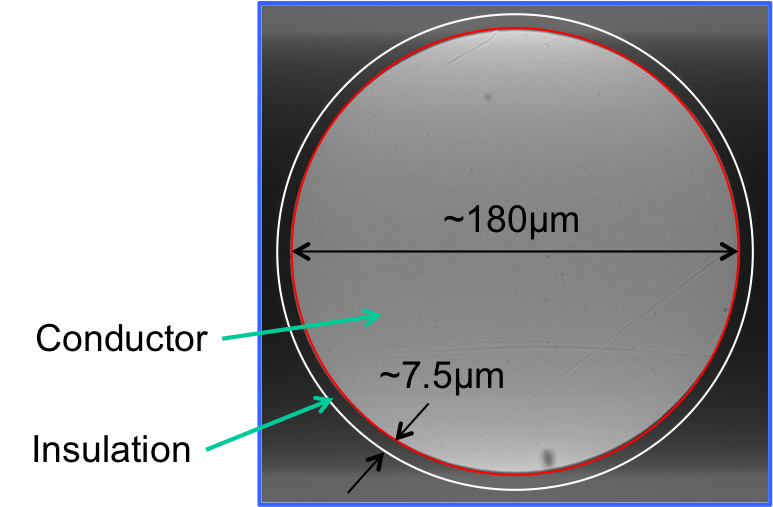
مساحة مقطع لسلك مغناطيسي (AWG33) ملتقطة بواسطة ميكروسكوب إلكتروني.

مثل الأسلاك الأخرى، فإنه يتم تصنيف السلك المغناطيسي على حسب قطره (معيار السلك الأمريكي، معيار السلك الثابت أو بالمليميتر) أو على حسب مساحته (مليميتر مربع)، أو درجة حرارته وأخيرا على حسب عزله.
يعتمد جهد الكسر على سمك غطاء السلك. والذي يمكن أن يكون 3 أنواع: نوع 1، نوع 2 ونوع 3. وتحتوى الدرجات العليا على عزل اسمك وجهود كسر أعلى.
يشير التصنيف بدرجة الحرارة إلى درجة حرارة السلك والذي من المفترض أن يكون عمره الافتراضي 20 ألف ساعة. وعند درجات الحرارة المنخفضة فإن العمر الافتراضي للسلك يكون أكبر (حوالي معامل للرقم 2 كل 10 درجات انخفاض). وتعتبر تصنيفات درجة الحرارة الشائعة هي 105 درجة سيلزيوس، 130 درجة سيلزيوس، 155 درجة سيلزيوس، 180 درجة سيلزيوس و220 درجة سيلزيوس.

## كثافة التيار
عمليا، يمكن أن تتراوح أقصى كثافة تيار بين 2.5 أمبير/ ميليمترمربع لسلك معزول من الهواء الجوي إلى 6 أمبير/ ميليمترمربع لسلك موجود في الهواء الجوي. إذا كان السلك يحمل تيارات ترددية عالية (حوالي 10 كيلو هرتز)، فإن ظاهرة التأثير السطحي يمكن أن تؤثر على توزيع التيار على مساحة المقطع بتركيز التيار على سطح الموصل.
يمكن تحقيق كثافة تيار عالية بتوفير تبريد نشط عن طريق ضخ الهواء أو الماء، حيث تتناسب كثافة التيار طرديا مع فعالية التبريد.
يجب أن تكون مساحة مقطع سلك مصنوع من الألومنيوم 1.6 مرة من مساحة مقطع سلك مصنوع من النحاس لتحقيق المقارنة بين مقاومة التيار المستمر. وبسبب ذلك، فإن الأسلاك المغناطيسية النحاسية تساهم في تحسين كفاءة الطاقة في المعادت مثل المحركات الكهربائية.